# Shogun Warriors
Shogun Warriors (富士山バスター?, Fujiyama Buster) è un videogioco arcade sviluppato da Atop e pubblicato nel 1992 da Kaneko. Realizzato sulla scia del successo di Street Fighter II: The World Warrior, il videogioco ha ricevuto un seguito dal titolo Blood Warrior.

## Modalità di gioco
Shogun Warriors presenta otto personaggi giocanti e quattro boss. I personaggi e le ambientazioni del gioco sono ispirati alla cultura giapponese.